# Calgary Transit

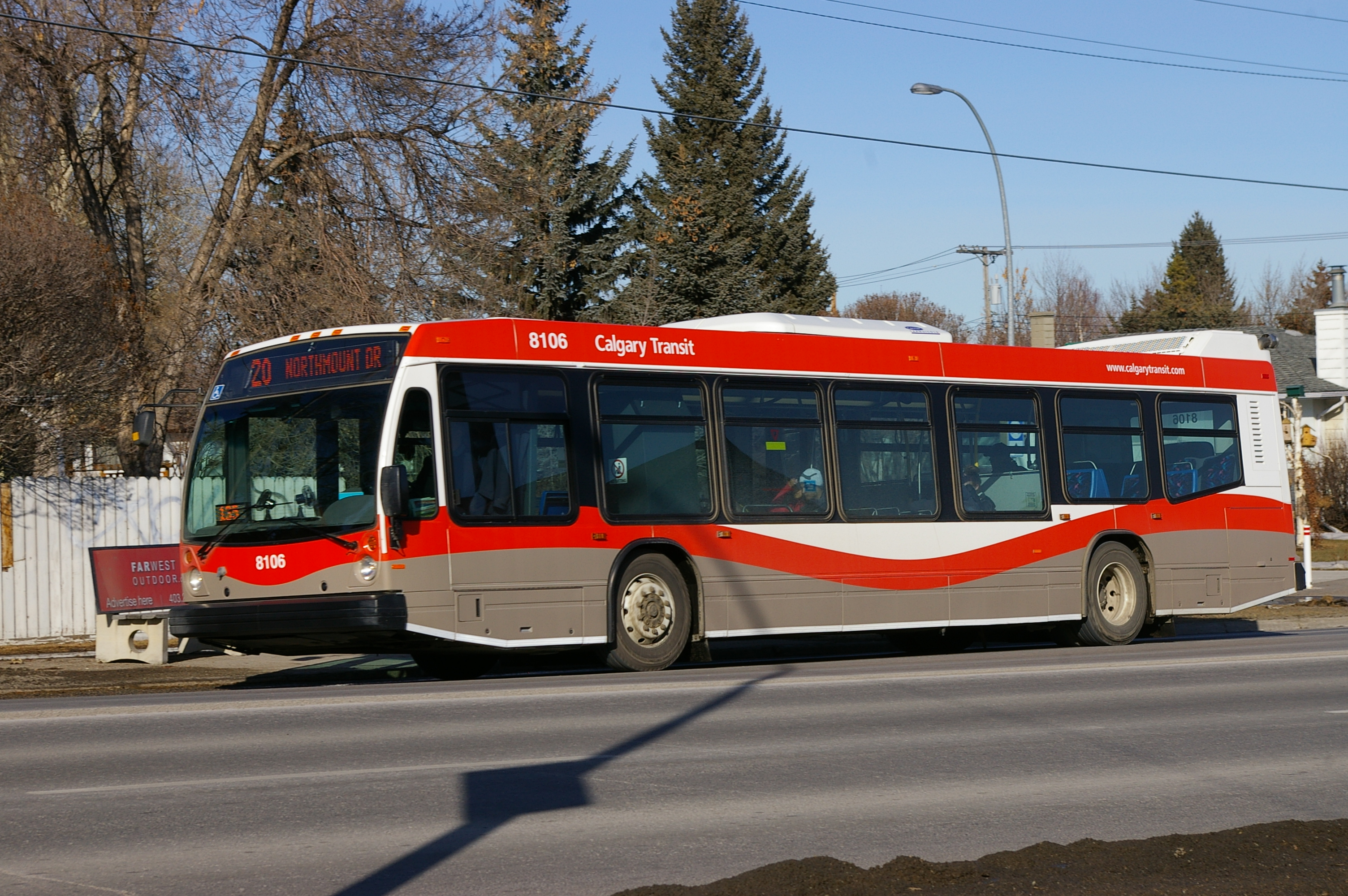
Bus de Calgary Transit

Calgary Transit est l'établissement public assurant l'exploitation des transports en commun de la ville de Calgary, dans la province d'Alberta, au Canada. Il exploite le C-Train et 160 lignes de bus.